# グアノ

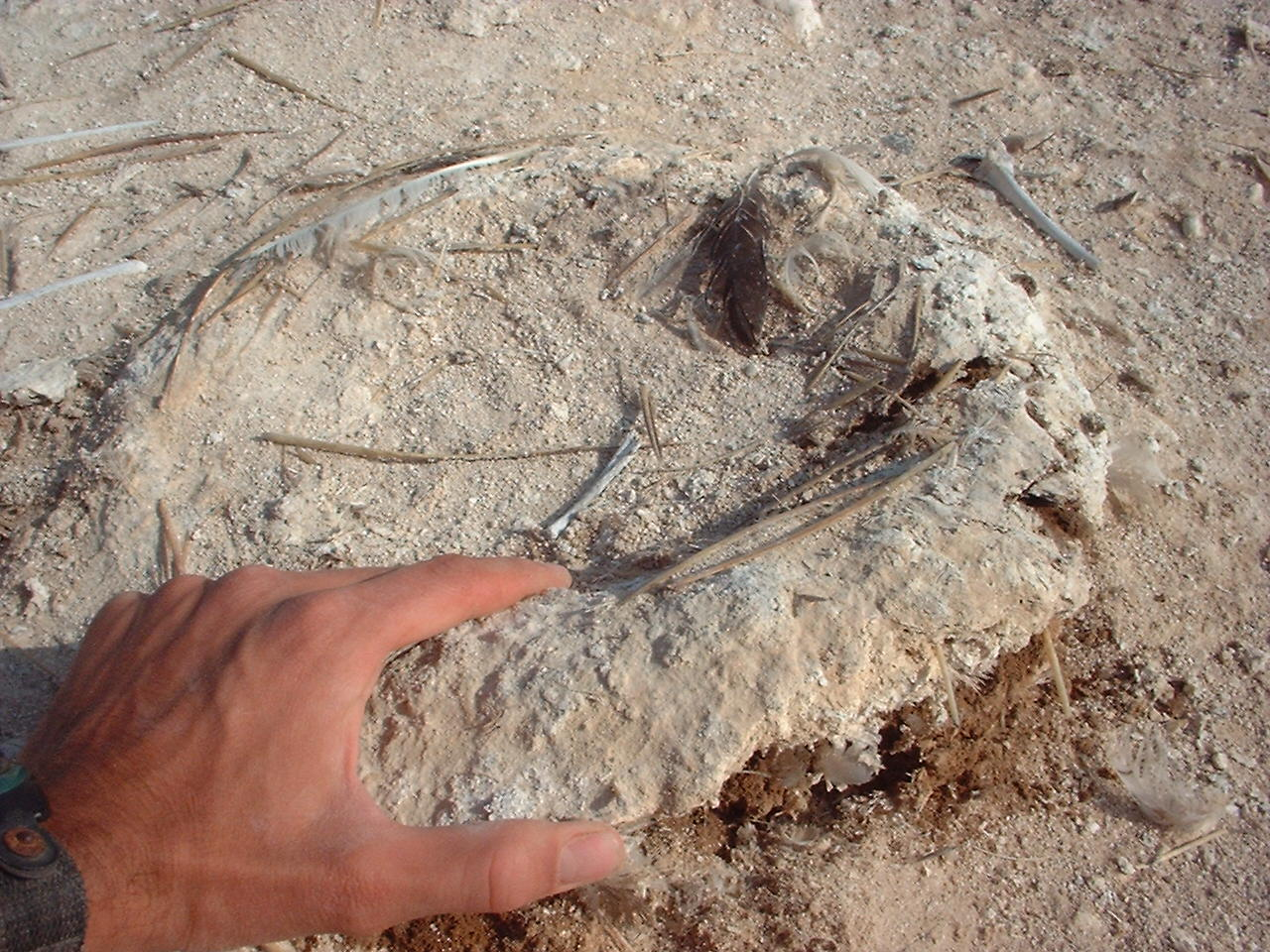
グアノ

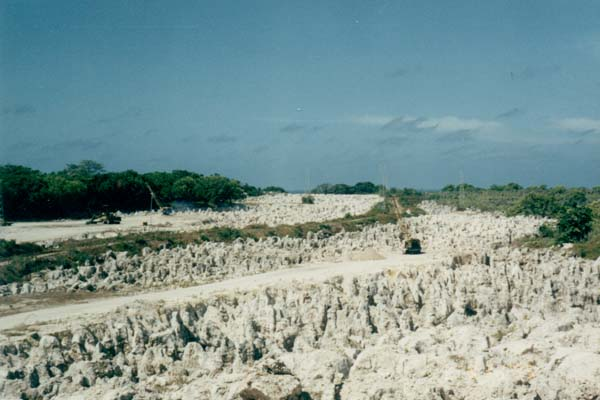
ナウルのグアノ採掘跡地

グアノ（guano）とは、海鳥やコウモリ、アザラシの糞などが長期間堆積して化石化したもの。糞化石ともいう。肥料の資源として利用される。
主要な産地は南米（チリ、ペルー、エクアドル）やオセアニア諸国（ナウル等）である。グアノの語源はケチュア語の「糞」で、スペイン語経由で英語に入った。

## 種類
グアノには「窒素質グアノ」と「燐酸質グアノ」の2種類がある。前者は降雨量・湿度の低い乾燥地帯に形成されたもので、多くの窒素鉱物を含有する。後者は熱帯・亜熱帯など比較的降雨量・湿度の高い地域に形成され、長年の降雨によって窒素分が流出してリン酸分が濃縮されたものである。
いずれも近代化学工業（化学肥料）には欠かせぬものであり、領有する島嶼部に多量のグアノを有したペルーでは莫大な量が採掘されてヨーロッパに輸出された。この利益は一時的にペルーに好景気と社会インフラの発展をもたらしたが、資源の枯渇により経済の破綻を招いた。なお世界の窒素肥料の原料はその後チリ硝石、さらには20世紀初頭のドイツにおいて開発された化学的窒素固定へと変遷する。
燐酸質グアノはリン鉱石が発見されるまで、最も主要なリン資源であった。南洋の島々に多く、資源としては大量に存在するものではないため、ナウル共和国をはじめ、かつての採掘地の多くはすでに掘り尽くされ枯渇している。

## 歴史
かつては、グアノをめぐって戦争が起きた。有名なものとしてグアノ戦争、チリとペルー・ボリビアが対峙した太平洋戦争がある。

## バット・グアノ
海鳥由来のグアノとは別に、洞窟内に生息するコウモリの糞・体毛、洞窟内の生物の死骸が堆積して化石化したものをバット・グアノと呼ぶ。量は大してないため観賞植物や自家菜園用の肥料として販売されている。

## 産出地
過去の産出地も含む。
- ゴメ島
- 鳥島
- 南鳥島
- 石川県能登島及び能登半島の一部 - 明治から大正期、および第二次世界大戦中の時期に大規模な採掘が行なわれた。能登島半ノ浦地区では、沿岸の海底にある鉱床が採掘対象となり、堰堤と灌漑を用いた露天掘りが行われた。終了後に堰堤は漁港の防波堤に転用された。
- 与論島
- 波照間島
- 竹島
- 草垣群島
- 久多島
- 北大東島 - 同地のグアノはボーキサイトも含有していたため、アルミニウム資源としても注目された。
- 沖大東島（ラサ島）
- 南沙諸島
- チンチャ諸島 Islas Chincha（es）（ペルー）
- ナウル
- バナバ島
- クリッパートン島
- クリスマス島